# مهرداد نیکنام (نویسنده)
مهرداد نیکنام (زاده ۱۳۲۶) مترجم و نویسنده ایرانی و عضو هیئت علمی کتابخانهٔ ملی ایران است. او برای تدوین کتاب کتابشناسی حافظ برگزیدهٔ هفتمین دورهٔ کتاب سال ایران شد.

## آثار
- کتاب‌شناسی حافظ، مهرداد نیکنام، ناشر: علمی و فرهنگی، ۱۳۶۷
- گزیده مقالات کتابخانه‌های عمومی ایفلا، مهرداد نیکنام (تهیه‌کننده)، ناشر: نهاد کتابخانه‌های عمومی کشور
- راهنمای حفاظت و نگهداری مواد کتابخانه ای، مهرداد نیکنام، ناشر: چاپار
- فرهنگ هفت زبانه حفاظت و نگهداری و آرشیو، مهرداد نیکنام، میترا صمیمی، ناشر: روشن مهر
- آفت‌ها و آسیب‌های مواد کتابخانه و آرشیو، مهرداد نیکنام، ناشر: دانشگاه پیام نور